# Magnus Moan
Magnus Moan (n. 26 august 1983, Comuna Lillehammer, Oppland, Norvegia) este un sportiv ce a reprezentat Norvegia, medaliat olimpic. A participat la 3 ediții ale Jocurilor Olimpice (2006, 2010, 2014) în care a câștigat o medalie de aur, două medalii de argint și o medalie de bronz.